# Oratorio del Redentore (Rovereto)
L'oratorio del Redentore è un oratorio sussidiario a Rovereto in Trentino. Fa parte della zona pastorale della Vallagarina e risale al XVII secolo.

## Storia

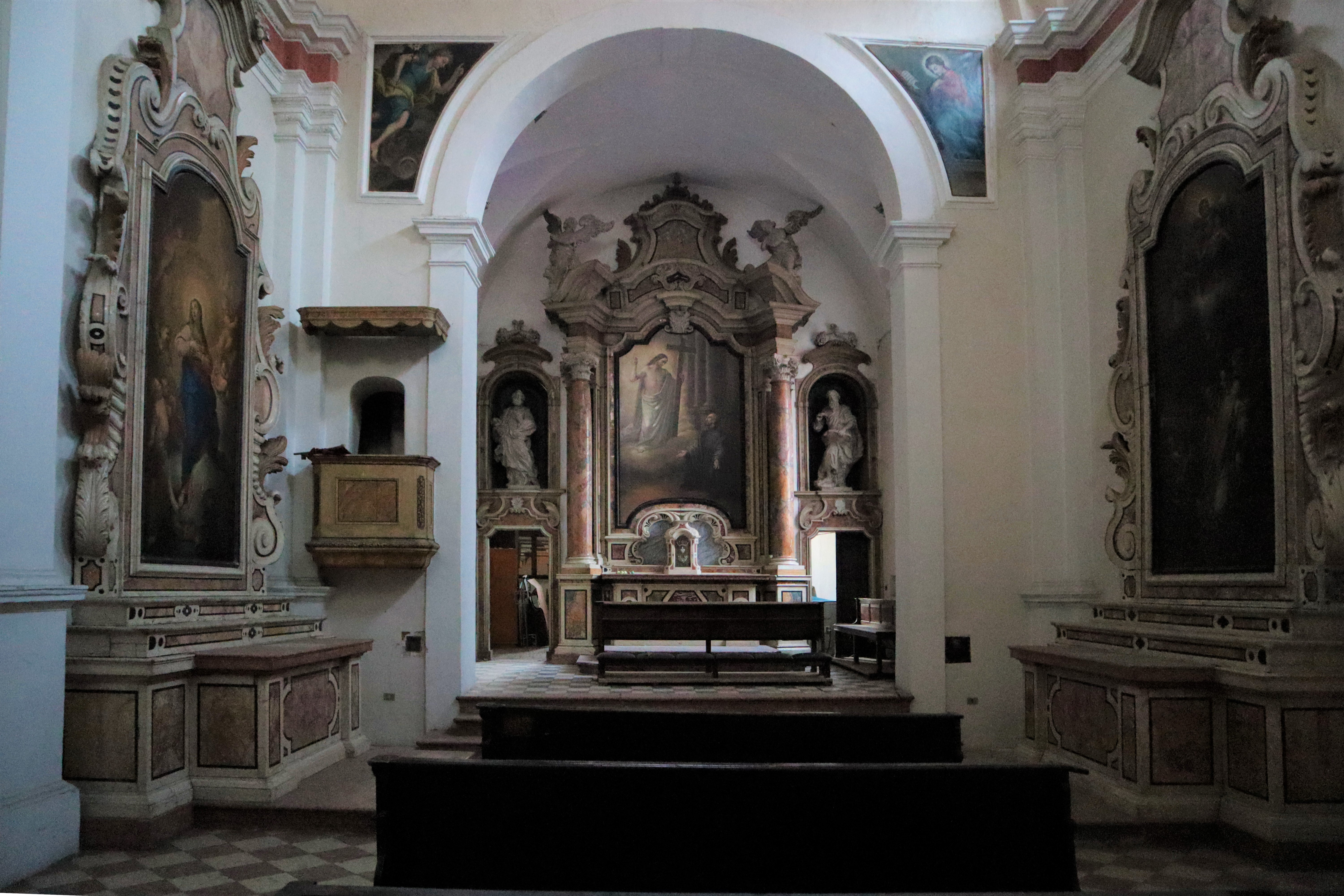
Interno della navata con altari laterali e altar maggiore.

Iseppo Grigoleto nel 1647, con volontà testamentaria, decise di far costruire l'oratorio destinato alla confraternita del Santissimo Sacramento, che era stata fondata appena venti anni prima, a Rovereto. La costruzione iniziò solo dopo l'acquisizione di un edificio che si trovava allora sul sito scelto per l'erezione dell'oratorio.
Nel 1653 si decise la dedica dell'edificio sacro al Redentore e in seguito iniziò la costruzione, interrotta già due anni dopo, anche se i lavori non erano lontani dalla loro conclusione. Nel 1659 l'oratorio venne ulteriormente sistemato in molte sue parti ma non ancora ultimato definitivamente.
Nel 1724 finalmente i lavori vennero conclusi con l'edificio che assunse l'aspetto recente. Nell'interno venne sistemato l'altare maggiore in marmo e in quell'anno fu realizzato il portale di accesso con una nicchia a protezione della scultura di Cristo Redentore.

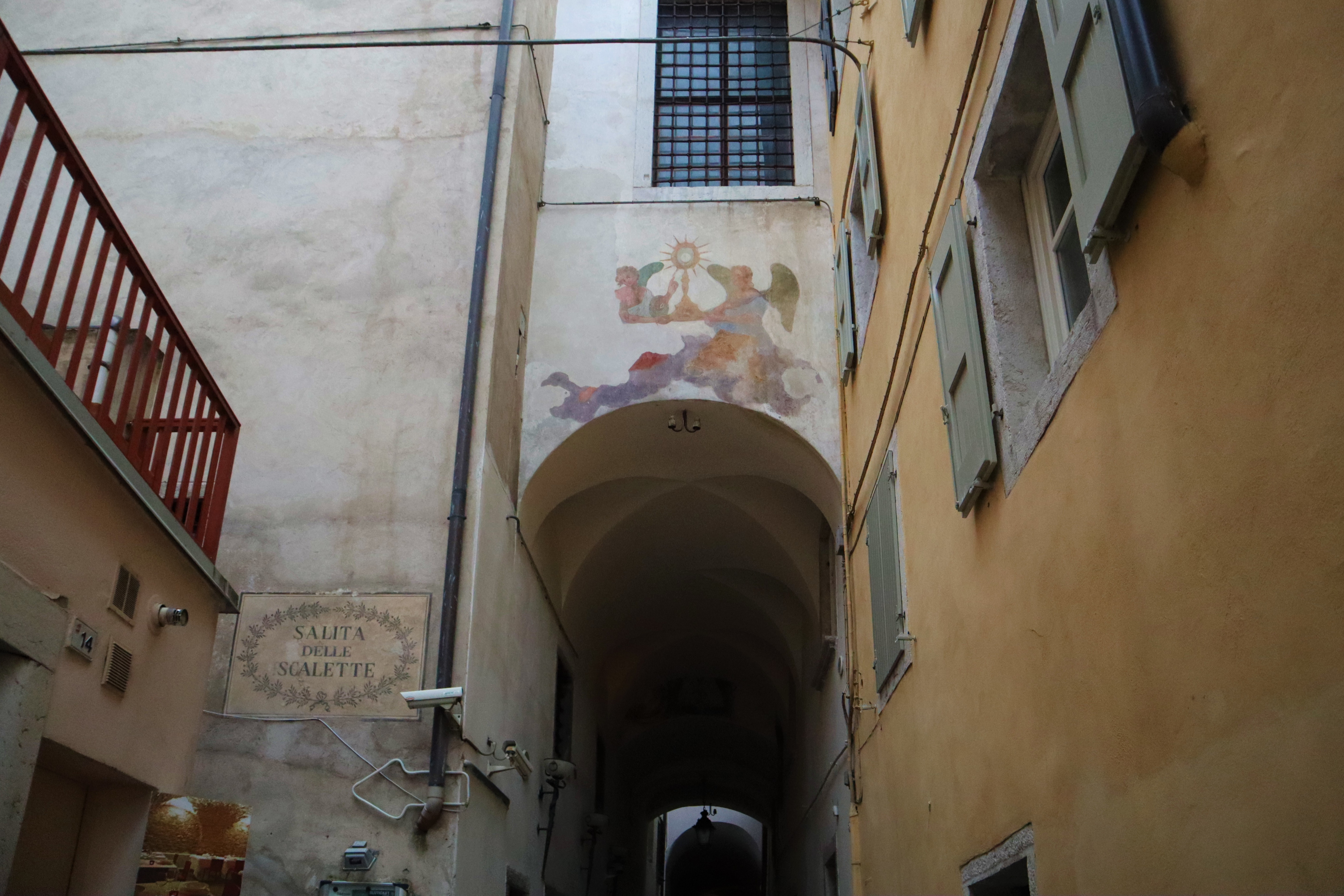
Scala del Redentore, anche nota come salita delle Scalette, e volto in via Portici, sotto la sagrestia.

## Descrizione
La facciata si trova su via della Terra e mostra una tipica struttura neoclassica con lesene che reggono il frontone triangolare. Il portale è architravato con un frontone spezzato. Su di questo una nicchia che ospita la statua col Cristo Redentore a sua volta sormontata da una grande finestra a semiluna per dar luce alla sala, che all'interno si apre sulla cantoria. La torre campanaria ha base quadrangolare e la cella campanaria si apre con monofore con arco a tutto sesto.
La navata interna è unica con volta a botte. Le tre campate ospitano la cantoria, sopra il portale di accesso, e i due altari laterali in marmo con interessanti pale d'altare. L'arco santo ospita sul lato a sinistra un piccolo pulpito e ai dua lati superiori affreschi con Arcangelo Gabriele e Vergine Annunciata. L'altar maggiore marmoreo in stile barocco ospita la pala con Cristo Redentore ed è fiancheggiato dalle due porte di accesso alla sagrestia sormontate da nicchie con statue di santi. 
La sagrestia si trova a cavallo di via Portici, sopra uno dei volti che la caratterizzano.
La cripta dell'oratorio, posta sul piano inferiore, viene utilizzata da anni da un pubblico esercizio e vi si accede attraverso la caratteristica e stretta Scala del Redentore che unisce via Portici a via della Terra.